# 소니 DSLR-A200
소니 알파 DSLR-A200(Sony Alpha DSLR-A200)는 2008년 1월 10일에 발표된 소니의 디지털 SLR이다. 이전 모델인 A100과 동일한 센서를 움직이는 형태의 손떨림 방지 기능을 가지고 있다. 소니 DSLR-A100의 후속기종으로 출시되었다.
23.6 x 15.8 mm 크기에 1020만 유효 화소를 가지는 소니 CCD 센서를 가지고 있다. 이전 모델인 A100과 동일한 CCD센서를 사용하지만, BIONZ엔진이라는 다른 이미징프로세서를 장착하였기에, 컬러노이즈나 지원감도범위가 다르다.

## 사진

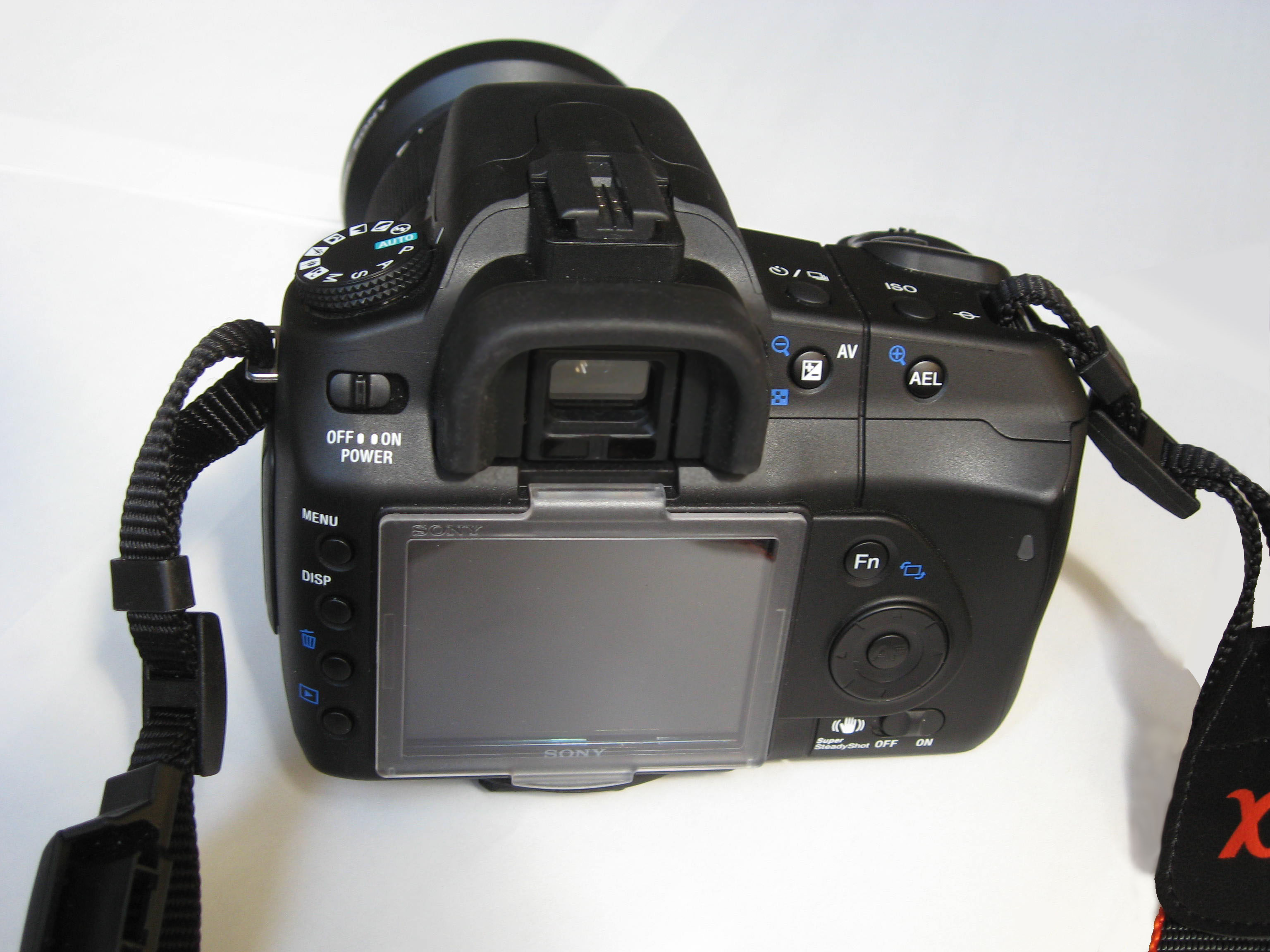
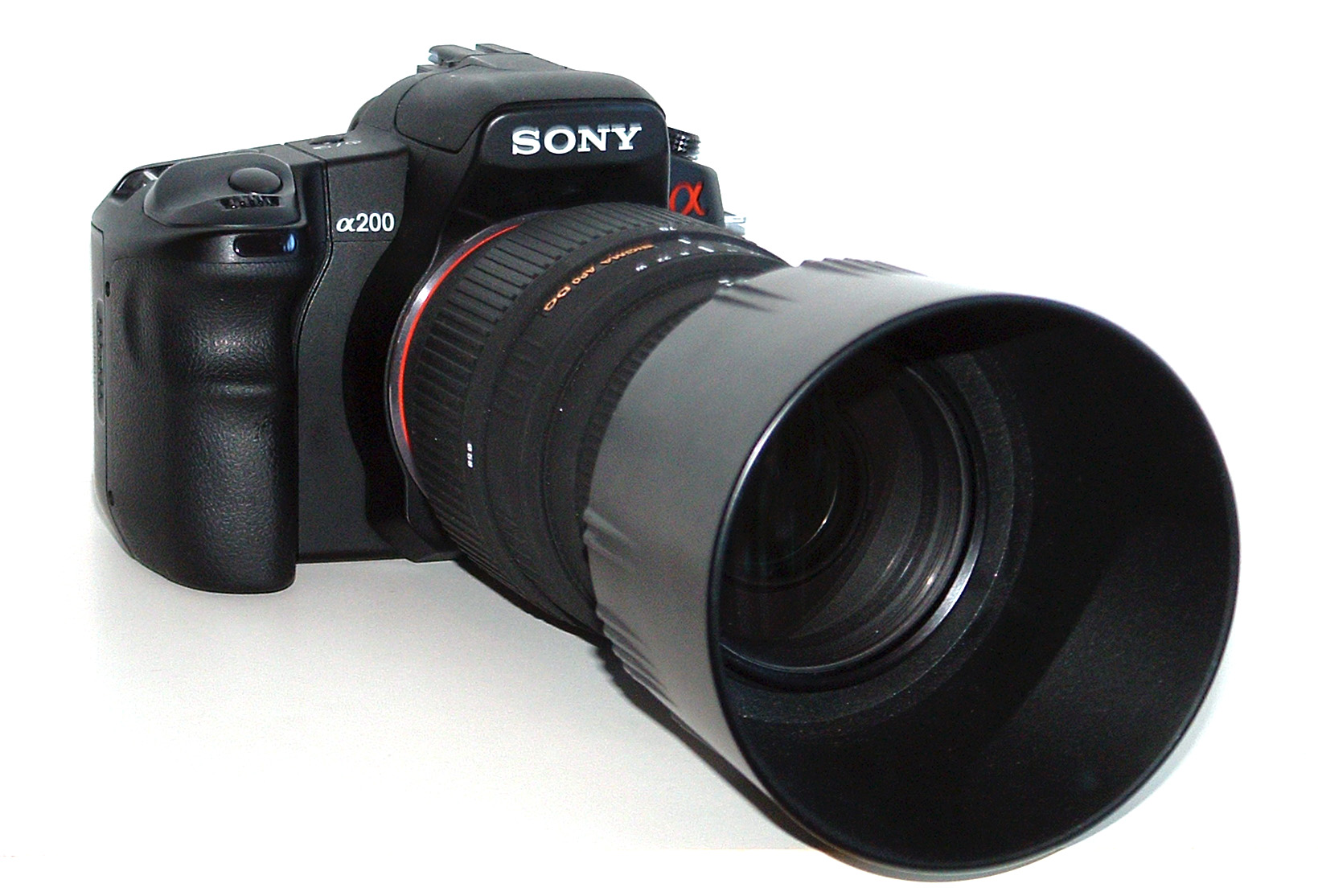
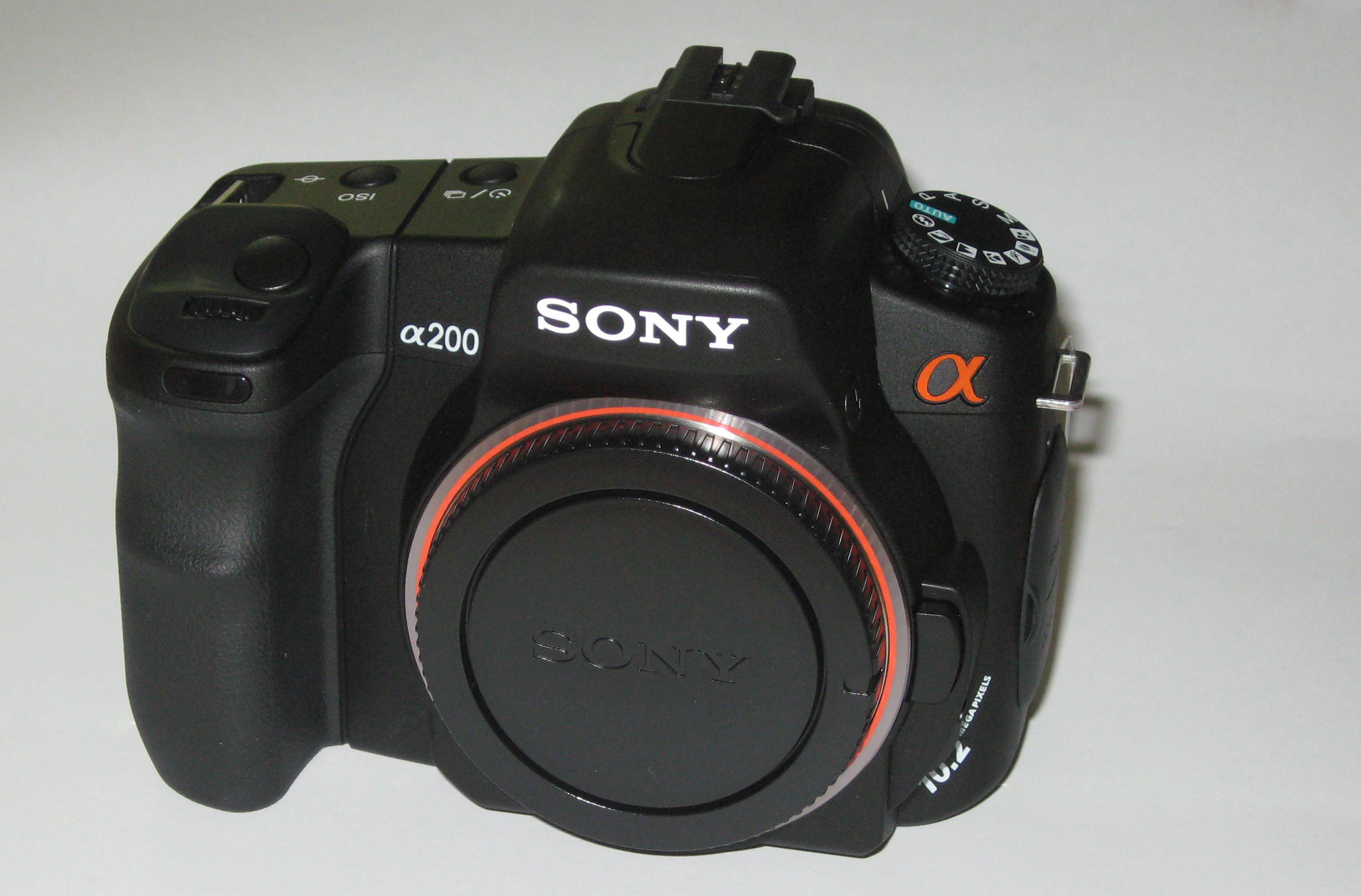

## 같이 보기
- 미놀타 AF 카메라 시스템